# Suncus
Genre
Suncus est un genre appartenant à l'ordre des insectivores de la famille des  Soricidae. Ce sont des sortes de musaraignes appelées aussi Pachyures.

## Liste d'espèces
Selon ITIS (31 mars 2010) et Mammal Species of the World (version 3, 2005)  (31 mars 2010) :
- Suncus aequatorius (Heller, 1912)
- Suncus ater Medway, 1965
- Suncus dayi (Dobson, 1888)
- Suncus etruscus (Savi, 1822) - Crocidure étrusque, Musaraigne étrusque ou Pachyure étrusque[1]
- Suncus fellowesgordoni Phillips, 1932
- Suncus hosei (Thomas, 1893)
- Suncus infinitesimus (Heller, 1912)
- Suncus lixus (Thomas, 1898)
- Suncus madagascariensis (Coquerel, 1848) - Pachyure de Madagascar[1]
- Suncus malayanus (Kloss, 1917)
- Suncus megalura (Jentink, 1888)
- Suncus mertensi Kock, 1974
- Suncus montanus (Kelaart, 1850)
- Suncus murinus (Linnaeus, 1766) - Musaraigne des maisons[1]
- Suncus remyi Brosset, Dubost & Heim de Balsac, 1965
- Suncus stoliczkanus (Anderson, 1877)
- Suncus varilla (Thomas, 1895)
- Suncus zeylanicus Phillips, 1928